# Julius Rudel
Pour les articles homonymes, voir Rudel.
Julius Rudel né le 6 mars 1921 à Vienne en Autriche et mort le 26 juin 2014 à New York, est un chef d'orchestre américain d'origine autrichienne, directeur artistique du New York City Opera de 1957 à 1979.

## Biographie
Julius Rudel commence ses études musicales à l'Académie de musique de Vienne, mais avec l'avènement du nazisme, il émigre aux États-Unis en 1938, où il poursuit ses études à la Mannes School of Music de New York.
En 1943, il devient pianiste répétiteur au New York City Opera, où il débute comme chef d'orchestre l'année suivante dans Le Baron tzigane de Johann Strauss II. 
Directeur artistique de ce théâtre de 1957 à 1979, il lui donne une grande renommée en produisant un répertoire très large, allant de Monteverdi à Janáček. Parallèlement, il est également directeur artistique du festival de Caramoor dans l'État de New York de 1962 à 1976, et est le premier directeur musical du Kennedy Center à Washington, DC ainsi que du Wolf Trap National Park for the Performing Arts à Vienna en Virginie.
Durant les années 1960 et 1970, en collaboration avec la soprano Beverly Sills, de prestigieuses productions sont montées au New York City Opera, notamment Giulio Cesare, Manon et surtout la trilogie des reines de Donizetti; Anna Bolena, Maria Stuarda, Roberto Devereux. 
Il dirige l'orchestre philharmonique de Buffalo de 1980 à 1983, et se produit dans tous les États-Unis. Il parait aussi en Israël et sur plusieurs grandes scènes lyriques d'Europe, notamment au Palais Garnier en 1973, et au festival d'Aix-en-Provence en 1977, dans Roberto Devereux, avec Montserrat Caballé et José Carreras.

## Discographie sélective
- Handel - Giulio Cesare (RCA, 1967)
- Massenet - Manon (EMI, 1970)
- Massenet- Cendrillon (RCA (1976)
- Donizetti - Anna Bolena (Westminster, 1972)
- Offenbach - Les Contes d'Hoffmann (Westminster, 1972)
- Bellini - I puritani (Westminster, 1973)
- Boito  Mephistofele 1974 EMI
- Verdi - Rigoletto (EMI, 1978)

## Sources
- Alain Pâris, Le dictionnaire des interprètes, Robert Laffont, 1989,  (ISBN 2-221-06660-X)